# Ян Щепковський

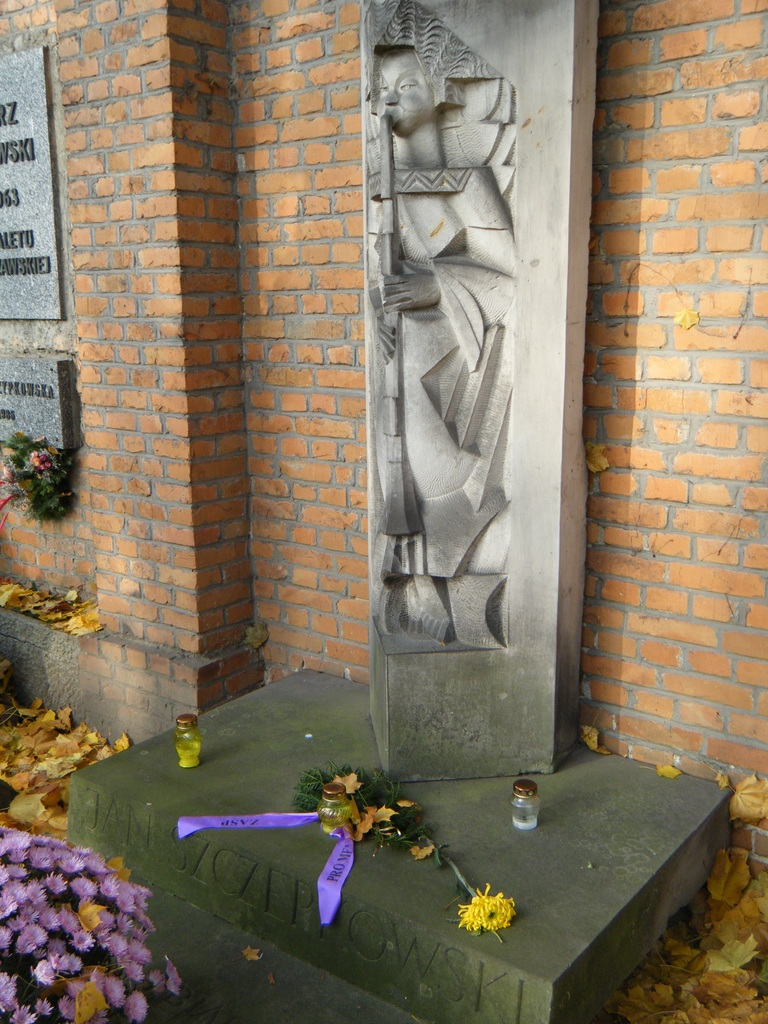
Пам'ятник на могилі Яна Щепковського

Ян Щепковський (пол. Jan Szczepkowski; 8 березня 1878, м. Станіслав (нині Івано-Франківськ, Україна — 17 лютого 1964, Мілянувек, Мазовецьке воєводство, Польща) — польський скульптор.

## Біографія
Народився у 1878 році на території сучасної України.
Після закінчення ремісничого училища, з 1896 року навчався на відділенні скульптури в Краківській академії образотворчих мистецтв під керівництвом скульпторів Альфреда Дауна та Константи Лящки. Малюнок та живопис вивчав у Яцека Мальчевського.
У 1904—1907 роках як стипендіат стажувався в Парижі, де вивчав нові течії живопису і скульптури.
Після повернення до Польщі проживав у Кракові. Брав активну участь у житті мистецьких спільнот міста. Був членом Товариства польських художників «Штука» і «Польського товариства прикладного мистецтва».
Учасник Першої світової війни. У 1914 році пішов на службу в австро-угорську армію. У чині поручика брав участь в бойових діях. У 1915 р. зазнав важкого поранення під Красником.
Після лікування Ян Щепковський був визнаний особою з інвалідністю й переведений на допоміжну службу в Департамент військових поховань Військової комендатури в Кракові — підрозділ Військового міністерства Австро-Угорщини, який під час Першої світової війни займався похованням загиблих військовослужбовців та спорудженням військових поховань; нині вони відомі під узагальненою назвою «Західногалицькі військові кладовища».
Був керівником Округу IV — Лужна. Є автором проєктів 25 військових кладовищ (ще два створив у співавторстві).
З 1917 року проживав у Варшаві. У 1923—1939 роках працював директором Міської школи прикладного мистецтва. Був наставником низки відомих скульпторів, серед них Василя Войтовича.

## Вибрані роботи

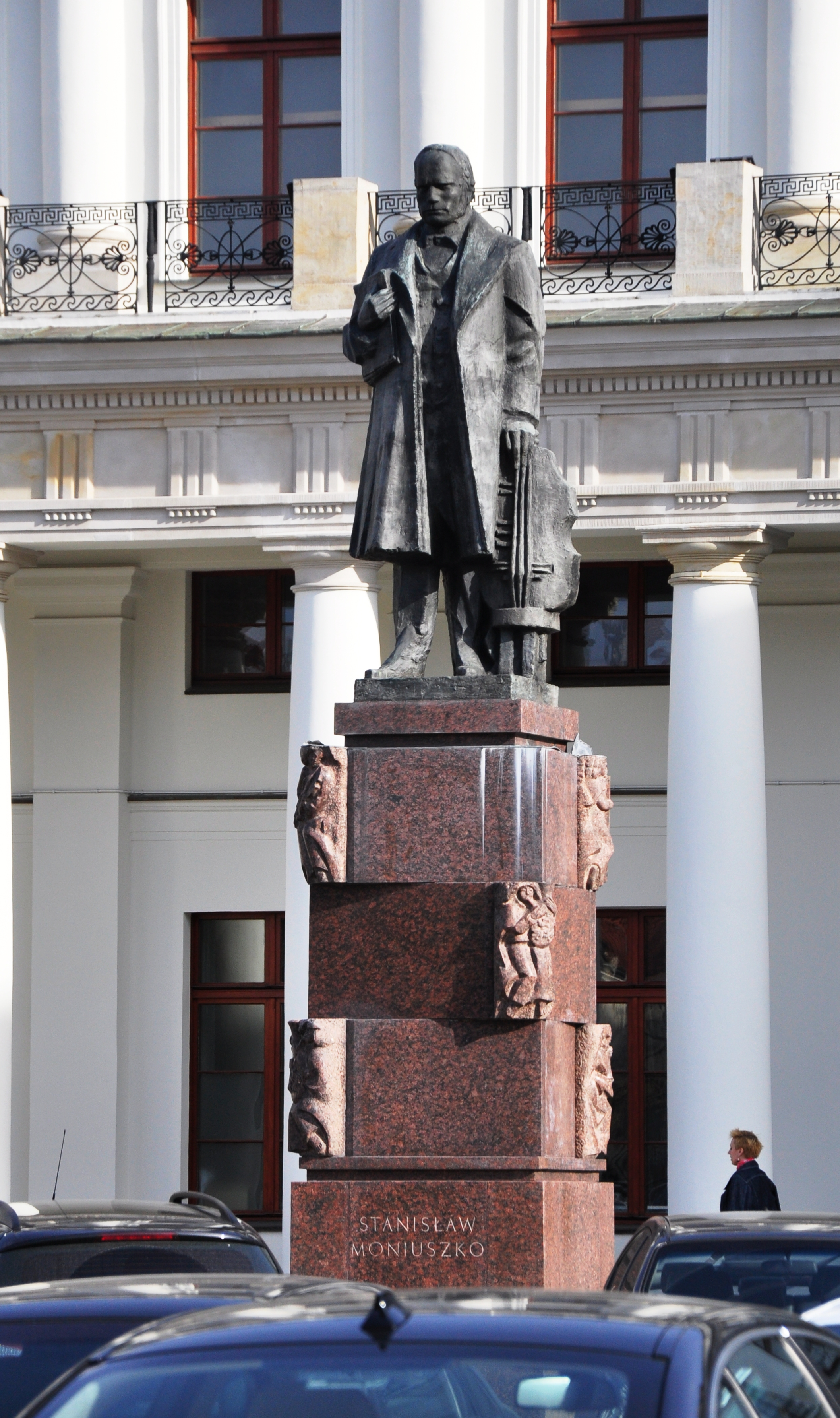
Пам'ятник Монюшко у Варшаві

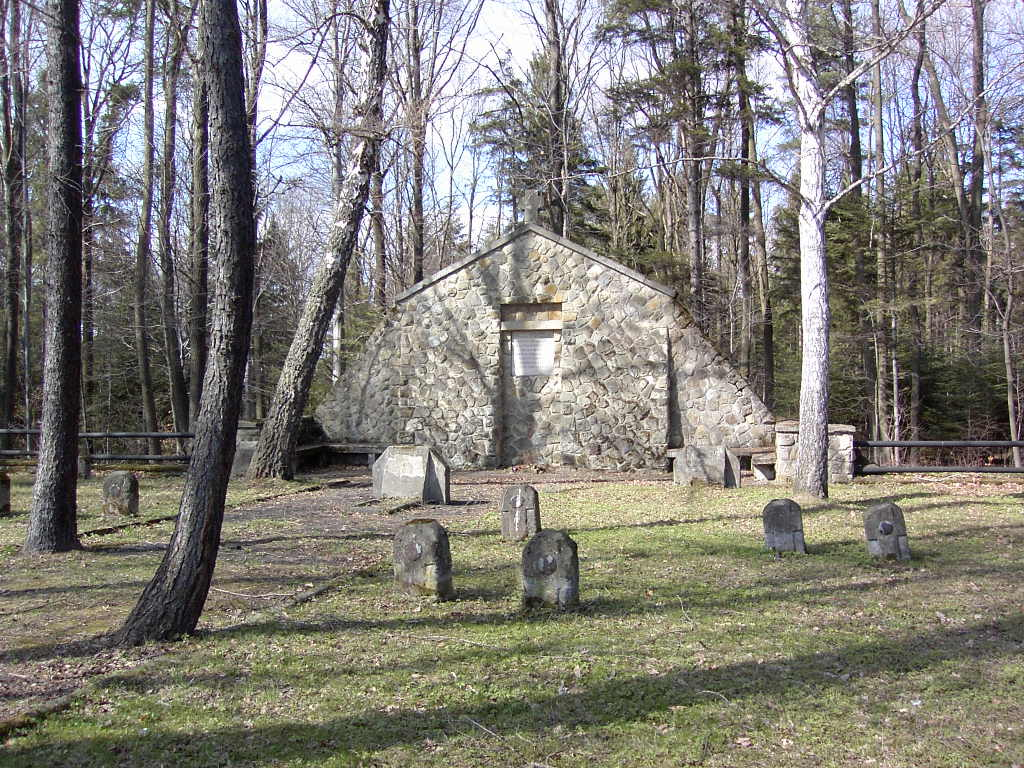
Військове кладовище № 101 у с. Бесна

- У 1907—1914 роках Ян Щепковський створив низку скульптурних портретів діячів польського мистецтва та науки;
- ряд архітектурних прикрас у Кракові, в тому числі бюсти чотирьох євангелістів на костелі св. Флоріана, фігуру Христа на костелі св. Хреста і скульптури на фасаді Будинку сільськогосподарського товариства на пл. Щепанській, що зображують працю селянина в різні пори року;
- в 1914 році — пам'ятник Генріку Йордану, громадському діячеві, лікарю, піонеру польської фізичної культури; встановлено в однойменному парку;
- під час Першої світової війни спроєктував кілька десятків військових кладовищ;
- на Міжнародній виставці декоративного мистецтва (1925) побудував каплицю Божого Різдва, яка була нагороджена Grand Prix, a її різьблений вівтар відразу ж викупив французький уряд, випередивши спробу даної покупки королем Швеції. Сам автор був удостоєний нагороди — Ордена Почесного легіону;
- барельєфи на фасаді Банку Крайового Господарства в Варшаві (1928—1931);
- здійснив надбудову будівлі Сейму у Варшаві (1927—1928);
- фризи на Театрі Атенеум в Варшаві (1929, не збереглися);
- пам'ятники Станіславу Монюшко і Войцеху Богуславському на Театральній площі столиці Польщі;
- зняв посмертну маску Ю. Пілсудського і спроєктував його саркофаг, не встигнувши до 1939 року здійснити задумане;
- після Другої світової війни реконструював і відновлював зруйновані пам'ятки архітектури польських міст тощо.